# James Mwangi Wangari
James Mwangi Wangari, auch James Ndirangu Mwangi, (* 23. März 1994) ist ein kenianischer Langstreckenläufer.
2016 siegte er im März beim Halbmarathon in Mailand (59:12 Min.) sowie im September in Kopenhagen und liegt mit seiner dort gelaufenen Zeit von 59:07 Min. auf Rang 2 der Weltjahresbestenliste in dieser Disziplin. In der ewigen Halbmarathon-Weltrangliste bedeutet seine Bestzeit Rang 21.

## Dopingvergehen
James Mwangi Wangari war von der Athletics Integrity Unit (AIU), der unabhängigen Integritätskommission des Weltleichtathletikverbandes World Athletics, für vier Jahre vom 19. März 2017 bis zum 18. März 2021 gesperrt und seine Ergebnisse in dieser Zeit annulliert worden, weil Tests positiv auf Anabole Steroide und Testosteron ausgefallen waren.

## Bestzeiten
- 5000 m: 13:47,3 min (Eldoret, Kenia - Kenyan Olympic Trials), 30. Juni 2016[3]
- Halbmarathon: 59:07 min (Kopenhagen, Dänemark), 18. September 2016[4]

## Nationale Erfolge
- 2014: 6. Platz, National Cross Country Championships cum Trials, Kenya, Junioren, 8 km

## Jahresbestleistungen
5000 m
- 2016: 13:13,93 min, Kumamoto, 2. April 2016
- 2016: 13:47,3 min, Eldoret, 30. Juni 2016
- 2015: 13:24,50 min, Shizuoka, 27. Juni 2015
- 2014: 13:16,06 min, Nobeoka, 10. Mai 2014
- 2013: 13:44,2 min, Nairobi, 20. Juni 2013

10.000 m (Bahn)
- 2016: 27:24,24 min, Kobe, 23. April 2016
- 2015: 27:43,25 min, Gifu, 25. September 2015
- 2014: 27:23,66 min, Abashiri, 6. Juli 2014

Halbmarathon
- 2016: 59:12 min, Stramilano, Mailand, 20. März 2016
- 2016: 59:07 min, Kopenhagen-Halbmarathon, 18. September 2016